# Tai nạn C5 Tân Sơn Nhứt
Tai nạn C5 Tân Sơn Nhứt là tai nạn xảy ra tại Căn cứ không quân Tân Sơn Nhứt vào ngày 4 tháng 4 năm 1975 của 68-0218, một Lockheed C-5A Galaxy tham gia vào chiến dịch Babylift, chiếc máy bay đã bị rơi khi hạ cánh khẩn cấp xuống Căn cứ không quân Tân Sơn Nhứt, Sài Gòn. Nguyên nhân tai nạn là do mất kiểm soát bay do hỏng hóc kết cấu. Vụ tai nạn này đánh dấu tổn thất thứ nhì và là tổn thất do rơi thứ nhất của phi đội C-5 Galaxy. Đây cũng là tai nạn máy bay thảm khốc nhất của Không lực Hoa Kỳ.

## Mô tả
Đầu tháng 4 năm 1975, khi quân đội Việt Nam Dân chủ Cộng hòa đang tiến công mạnh mẽ trên lãnh thổ Nam Việt Nam, chính quyền của Tổng thống Mỹ Gerald Ford đã bắt đầu chiến dịch di tản công dân Mỹ. Để tránh gây hoang mang cho quốc gia đồng minh này, đại sứ Mỹ tại Việt Nam Cộng hòa, ông Graham Martin đã cho phép người Mỹ được di tản bằng máy bay với một vài cái cớ để đánh lạc hướng người Việt Nam, trong đó có chiến dịch Babylift. Theo đó, những đứa trẻ mồ côi người Việt Nam , phần lớn có cha là quân nhân Mỹ sẽ được ghép đôi với những giám hộ người Mỹ.
Buổi chiều thứ sáu ngày 4 tháng 4 năm 1975, chiếc C5 số hiệu 68-0218 đã thực hiện chuyến bay đầu tiên trong chiến dịch Babylift, khởi hành từ căn cứ không quân Tân Sơn Nhứt để đến Căn cứ Không quân Clark ở Philippines. Tại đó, nhóm trẻ mồ côi đầu tiên sẽ được chuyển sang một chiếc máy bay được thuê riêng, đưa chúng tới San Diego, California, Hoa Kỳ và sẽ được đón chào bởi Tổng thống Ford. Lúc 4h15 chiều, chiếc C5A đang bay trên Biển Đông cách Vũng Tàu 13 hải lý (24 km) và đang hướng tới độ cao 7.010 m so với mực nước biển.